# Kirche Willuhnen
Bei der Kirche in Willuhnen (der Ort hieß nach 1946 kurzzeitig russisch: Ismailowo) handelte es sich um eine in den 1890er Jahren errichtete Backsteinkirche. Sie war bis 1945 die evangelische Pfarrkirche für die Bevölkerung im Kirchspiel Willuhnen im ostpreußischen Kreis Pillkallen (1939 bis 1945 Landkreis Schloßberg (Ostpr.)). Von dem Gebäude ist heute nur noch ein Grundmauerrest erkennbar.

## Geographische Lage
Der Ort Willuhnen bzw. Ismailowo existiert heute nicht mehr. Seine Ortsstelle liegen im Gebiet eines Truppenübungsplatzes im Osten der heutigen russischen Oblast Kaliningrad (Gebiet Königsberg (Preußen)). Durch den Ortsbereich verläuft die russische R 509 (27A-013), die Dobrowolsk (Pillkallen, 1938 bis 1946 Schloßberg) mit der litauischen Staatsgrenze (EU-Außengrenze) bei Kudirkos Naumiestis (Neustadt) verbindet.
Der einstige Standort der Kirche liegt nördlich der Hauptstraße unweit des einstigen Bahnhofs der Pillkaller Kleinbahn.

## Kirchengebäude
Eine Kirche war in Willuhnen bereits im 17. Jahrhundert errichtet worden. Sie wurde zweimal durch Blitzeinschlag erheblich beschädigt und war so baufällig, dass man sich am Ende des 19. Jahrhunderts entschloss, eine neue zu bauen.
In den Jahren von 1893 bis 1895 entstand so eine Backsteinkirche, die mit einem vorgesetzten hohen Turm versehen wurde. Der Spitzturm war mit vier Ecktürmchen ausgerüstet und ein weithin sichtbares Zeichen des Ortes. Die Kirche galt als eines der schönsten Gotteshäuser des Kreises Pillkallen.
Das Kirchengebäude zeigte neoromanische Stilelemente. Der Innenraum war mit eingezogenen Emporen versehen. Auf der Westempore stand die Orgel. Im Chorraum stand ein schlichter Altar mit einem großen Kreuz als Altar-„wand“ und davor gestellten kleinem Kruzifix, jeweils flankiert von Kerzenleuchtern.
Die Kirche hat die Kriegshandlungen 1944/45 nicht überstanden. Heute künden nur noch wenige Grundmauerreste von diesem Gotteshaus.

## Kirchengemeinde
Eine evangelische Kirchengemeinde wurde in Willuhnen bereits hundert Jahre nach Einführung der Reformation in Ostpreußen gegründet: im Jahre 1621 entstand ein weitflächiges Kirchspiel, das anfangs noch in den Kirchenkreis Ragnit eingegliedert war. Die Pfarrstelle wurde 1624 errichtet.
Die Kirchengemeinde, die im Jahre 1925 4417 Gemeindeglieder in 39 Dörfern, Ortschaften und Wohnplätzen zählte, gehörte bis 1945 zum Kirchenkreis Pillkallen (Schloßberg) innerhalb der Kirchenprovinz Ostpreußen der Kirche der Altpreußischen Union. Die Auswirkungen des Zweiten Weltkrieges machten Dorf und Kirche Willuhnen zunichte.

### Kirchspielorte
Zum weitflächigen Kirchspiel der Kirche Willuhnen zählten neben dem Pfarrort 38 Orte:

Kirchspiel Willuhnen (1930–40)

| Name                          | Änderungsname 1938 bis 1946 | Russischer Name |  | Name                          | Änderungsname 1938 bis 1946 | Russischer Name |
| ----------------------------- | --------------------------- | --------------- |  | ----------------------------- | --------------------------- | --------------- |
| Abschruten                    | Schruten                    |                 |  | Kusmen                        | Kreuzhöhe                   |                 |
| Bauszen 1936–38: Baußen       | Bauschen                    |                 |  | Laugallen                     | Kleinjägerswalde            |                 |
| Bilden                        |                             | Filonowo        |  | Lengschen                     | Moorwiese                   |                 |
| Bühlen                        |                             |                 |  | Lindicken                     |                             |                 |
| Dörschkehmen                  | Derschau (Ostpr.)           |                 |  | Milchbude                     |                             | Archangelskoje  |
| Endruhnen                     | Bruchlage                   |                 |  | Naujehnen                     | Rothfelde (Ostpr.)          |                 |
| Erubischken                   | ab 1929: Hopfendorf         | Kamenskoje      |  | Paplienen                     | Walddorf                    |                 |
| Eszeruppen 1928–36: Eßeruppen | ab 1936: Escheruppen        |                 |  | Patilszen 1931–38: Patilßen   | Insterwalde                 | Otradnoje       |
| Girrehlischken                | ab 1928: Jägerswalde        | Swobodnoje      |  | Paulicken                     |                             |                 |
| Grumbkowkeiten                | ab 1928: Grumbkowsfelde     | Prawdino        |  | Pawidlaugken                  | Bruchdorf (Ostpr.)          |                 |
| Jägerswalde                   |                             |                 |  | Pötschlauken                  | Peterort                    |                 |
| Jodeglienen                   | Moosheim                    |                 |  | Radszen 1936–38: Radschen     | Grabenbrück                 |                 |
| Jodzsen 1936–38: Jodschen     | Kleinhildesheim             |                 |  | Skroblienen                   | Ambruch                     |                 |
| Jogschen                      | Seehuben                    |                 |  | Stobern                       |                             |                 |
| Kailen                        |                             |                 |  | Szieden                       | ab 1936: Schieden           | (Mirny)         |
| Kiauschen                     | Wetterau                    | Lossewo         |  | Uszalxnen 1936–38: Uschalxnen | Kleinderschau               |                 |
| Kötschen                      | Köschen                     | Serkalnoje      |  | Warnakallen                   | Krähenberge                 |                 |
| Kruschinehlen                 | Frankenreuth                |                 |  | Wensken                       |                             |                 |
| Krusen                        |                             | Kubanka         |  | Wingern                       |                             | Prawdino        |

### Pfarrer
Zwischen 1624 und 1945 amtierten in der Kirche Willuhnen 15 Geistliche als evangelische Pfarrer:
- Johann Löbel, 1624–1666
- Christian Sperber, 1689/1691
- Heinrich Sperber, 1689–1691
- Heinrich Pusch, 1697–1699
- Johann Donalitius, 1699–1704
- Georg Friedrich Dresler, 1710–1741
- Georg Ernst Klemm, 1741–1774
- Johann Sigismund Fleischmann, 1772–1810
- Karl Hammer, 1810–1826
- Johann Friedrich Marks, 1826–1831
- Ludwig Wilhelm Moeller,
1831–1862
- Gustav Adolf L. Hecht, 1863–1877[8]
- Eduard Rudolf Reimann, 1877–1899[8]
- Leopold K. F. Friedrich, 1899–1926
- Eberhard Steinhausen, 1926–1945

### Kirchenbücher
Die Kirchenbücher haben sich erhalten, sie werden im Evangelischen Zentralarchiv in Berlin-Kreuzberg aufbewahrt:
- Begräbnisse 1815 bis 1827
- Kommunikanten 1859 bis 1864
- Namensregister der Taufen 1798 bis 1914 und Begräbnisse 1800 bis 1914.